# Kirkby Thore
Kirkby Thore è un villaggio e parrocchia civile dell'Inghilterra, appartenente alla contea della Cumbria.

## Storia
Il toponimo Kirkby Thore è attestato per la prima volta nel 1179 nel registro dell'abbazia di Holme Cultram, dove appare come Kirkebythore. Kirkby significa "villaggio della chiesa" o "villaggio con una chiesa", mentre Thore è un antico nome personale norreno legato al dio Thor. La chiesa a cui si fa riferimento è quella anglicana di San Michele. È costruita in arenaria rossa e risale all'epoca normanna; nel villaggio era presente anche una cappella metodista.
Il villaggio venne costruito sul sito di un accampamento di cavalleria romana chiamato Bravoniacum o Brovonacae, come testimoniato dal ritrovamento di monete romane, lapidi, sandali, urne, vasi di terracotta e la cuspide di una lancia. Fin dai tempi delle campagne di Settimio Severo tra il 208 e il 211 d.C., una divisione di cavalleria leggera ausiliaria numida presidiava il forte di Bravoniacum, costituendo la prima comunità africana in Britannia. La Via Puellarum conduceva a nord da Bravoniacum al forte di Epiacum  vicino ad Alston, e da lì a Magnae  sul Vallo di Adriano, dove si univa alla strada Stanegate che correva da ovest a est. Una possibile continuazione da lì correva a est fino a Banna (Birdoswald) e poi sette miglia (undici chilometri) a nord fino al Santuario di Cocidio (Bewcastle). Nel 2016 grazie alle analisi con tecnologia LIDAR è stata scoperta un'altra strada romana che corre verso sud-ovest da Kirkby Thore al forte romano di Low Borrowbridge vicino a Tebay. 
Il villaggio rimase abitato in epoca medievale, a cui risale il maniero di Kirkby Thore Hall. 
Il gesso viene estratto in cava o estratto in miniera nella zona da oltre 200 anni. L'impianto locale British Gypsum Ltd  produce gesso dal 1910 e cartongesso dagli anni sessanta, anche se progressivamente l'attività ha perso di interesse economico. 
Ci sono diverse fattorie nel villaggio e nei dintorni. Alcune sono grandi aziende agricole produttrici di latte, altre di bovini e ovini da carne.